# Велесова ніч
Велесова ніч — сучасне свято, що наслідує слов'янські язичницькі обряди низки інших свят, присвячуючи їх богові Велесу. Відзначається у ніч з 31 жовтня на 1 листопада; вважається слов'янським аналогом Геловіну. Виникло в середовищі неоязичників і було популяризоване як протилежність Геловіну в його загальному розумінні свята задобрення та відлякування нечистої сили.

## Виникнення свята
Велес первісно вважався богом земного достатку, опікуном купецтва, торгівлі, покровителем домашньої худоби та хмар («небесної худоби»), музики, поезії. За цими функціями він близький до римського Меркурія та грецького Гермеса. Крім того, йому приписуються функції посередника між світом живих і мертвих. Культ Велеса зберігся в українських обрядах «Велесової бороди» під час обжинок та присяги землею, коли цьому богові присвячувався заплетений пучок колосків і співали обрядових пісень. Свято Велеса, дата святкування котрого збігається зі святом святого Власія, припадало на 11 лютого (24 лютого за новим стилем).
Спроба реконструкції язичницького святкування Велесового дня була здійснена в книзі «Велес» (2003) російським неоязичником Ільєю Черкасовим (псевдонім «волхв Велеслав»). У книзі згадувалася і Велесова ніч, коли Велес насилає віщі сни, волхви та дівчата здійснюють ворожіння. У викладі Черкасова, за нею настає Велесів день, коли готується обрядова каша, проте забороняється їсти телятину (корова — священна тварина Велеса). Велесів день описувався сприятливим для лікування, в це свято відбувалися товариські бої. З українських авторів свій варіант Велесової ночі в книзі «Міфи та легенди давньої України» (1997) коротко описував Валерій Войтович як ніч перед Різдвом, коли Велес ходить разом з богом врожаю Спасом і слідкує чи добре господарі дбали про худобу. Деякі неоязичницькі ресурси стверджують, що Велесова ніч не мала усталеної дати, ця дата змінювалася щороку згідно місячного календаря. Ніч в такому разі припадала на початок останнього місяця в році.
Сучасні публікації про Велесову ніч у ЗМІ здебільшого не підкріплені жодними фольклористичними джерелами. Популяризація свята в Україні розпочалася в 2019 році, коли Велесову ніч стали ототожнювати з Геловіном. Вона стала зображатися як забуте традиційне свято, що поєднує риси Зелених свят чи свята Купала та ночі перед Різдвом, іноді вказуються також елементи свят Андрія й Маланки. Ймовірно, ототожнення Велесової ночі з Геловіном відбулося через традицію ставити ліхтарі, зроблені з гарбузів. Така традиція наявна як на Заході в святкуванні Геловіну, так і на території України з принаймні XIX ст. В деяких неоязичницьких інтерпретаціях Велесова ніч подається як час, коли Білобог поступається Чорнобогу і межа між світами живих і мертвих зникає. В такому разі сенс свята полягає в обдуманому подоланні своїх страхів і воно протиставляється карнавально-бешкетливому Геловіну, котрому приписується задобрення та відлякування злих сил. Подекуди як альтернатива Геловіну організовується Гарбузова ніч або Свято гарбуза. На українських та російських вебсайтах поширилася жартівлива назва Геловіну «Гарбузовий Спас»(рос. Тыквенный Спас).
Укріпленню уявлення нібито Велесова ніч — це давній аналог Геловіну, сприяли своїми статтями такі діячі української культури, як Ірина Котляревська, що публікувала газета «Голос України». Водночас новинні ресурси, як ТСН, наголошують, що Велесова ніч є лише наслідуванням різних давніх обрядів і сучасним витвором.

## Святкування
Переддню свята приписується звичай наводити чистоту в будинку та приймати лазню, в якій для душ померлих предків залишають новий віник та відро чистої води. Будинки в цю ніч належить прикрашати горобиною — це робиться з метою відлякування злих сил. З цією ж метою під порогом розсипають сіль. Також прикрашають оселі кабачками, гарбузами, яблуками та осінніми квітами.
Одним із атрибутів святкування Велесової ночі вказується багаття, яке розпалюється на найвищій частині певної місцевості; стрибки через нього є однією з традицій свята. Для очищення душі й тіла практикується також ходіння по розпеченому вугіллю. Перед початком ночі члени родини сідають за стіл; під час вечері прийнято символічно частувати родичів, що померли (для цього з настанням ночі на подвір'ї розміщують посуд з їжею зі столу), та згадувати їх у позитивному контексті. Говорити можна лише про них. Завершується вечеря словами: «Прощайте, Діди, йдіть, з собою (біду, хворобу тощо) заберіть, нас довго чекайте…». Існує повір'я, що душі померлих у Велесову ніч матеріалізовуються; для того, щоби вони знайшли шлях до своєї домівки, на підвіконні запалюється свічка.

## Обряди
Велесовій ночі приписується дозвіл «порадитися» з померлими родичами, щоби ті «допомогли» вирішити складні питання: «Сьогодні тобі в цей світ приходити — мені пораду приносити. Підкажи, як мені завершити справу».
Ще одним обрядом Велесової ночі описується ворожіння. Дівчата намагалися з'ясувати майбутнє стосунків зі своїми обранцями шляхом кидання двох каштанів у вогнище; каштани не повинні були розкочуватися в різні боки — це означало швидкий кінець стосунків. Також ворожили за допомогою «ліхтаря Джека» — клали у нього папірець із питанням та підпалювали; відповідь мала «підказати» тінь від полум'я з ліхтаря. Ще одним способом було ворожіння на попелі з печі. Також ворожили, запалюючи перед сном свічку в гарбузі, та загадували бажання, кладучи яблуко під подушку та з'їдаючи вже зранку.

## Критика
Етнолог Інституту мистецтвознавства, фольклористики та етнології НАН України Галина Бондаренко заперечує саме існування цього свята в минулому через відсутність відповідних досліджень, доказів та підтверджень у авторитетних джерелах. При цьому зазначається, що частина ритуалів, приписуваних цьому «святу», може бути частиною реального свята «Діди», що відмічається в деяких районах Полісся.
Релігієзнавець Житомирського державного університету ім. Івана Франка Андрій Кобетяк пояснює щодо Велесової ночі та Геловіну (Саваню): «Зараз модно відроджувати те, що колись нібито було нам притаманне. Хоча, якщо ми візьмемо історично, то українці позиціонують себе, як спадкоємці Київської Русі, а не готів, гунів та інших племен, які проживали на території України. Це їхнє свято, а вже за Київської Русі, можливо, тільки на самих початках святкували, а після реформи Володимира Великого це свято почало відходити в історію».
Деякі ресурси українських рідновірів погоджуються, що Велесова ніч є сучасною вигадкою. Так, Галина Лозко на сайті Об'єднання рідновірів України розвінчувала уявлення про поєднання вшанувань Велеса з Геловіном/Саванем: «Стверджую категорично: ніякої „Велесової ночі“ у наших Предків не було! Її не засвідчено ні в фольклорі, ні в етнографічних джерелах, — навіть якихось натяків на це нема. Велесові свята Рідної віри, що є науково обґрунтованими, — це 6 грудня і 11 лютого».
На думку культуролога Євгена Савіська, є суттєва різниця в українських і російських уявленнях про бога Велеса. В Україні він вважається досить добрим персонажем, покровителем землеробства, сільської худоби, ремесел, торгівлі, достатку, медицини. Натомість у Росії його вважають богом злим і жорстоким.
Редакція російського журналу «Вокруг света» погоджувалася з твердженням, що український аналог Геловіну — це свято Маланки: «Ймовірно, в українській традиції можна було б провести приблизну аналогію між Геловіном і Маланкою — традиційним маскарадом напередодні Нового року, перевдяганням жінок у чоловіків і навпаки, щедруванням та ворожіннями».